# The Last Repair Shop
The Last Repair Shop is een Amerikaanse korte documentaire uit 2023, geregisseerd door Kris Bowers en Ben Proudfoot. De film gaat over een reparatiewerkplaats voor muziekinstrumenten in Los Angeles waar de instrumenten van kinderen met een financiële achterstand gratis worden gerepareerd.

## Release en ontvangst
De film ging op 2 september in première op het Filmfestival van Telluride. De rechten van de film werden opgekocht door Searchlight Pictures en de Los Angeles Times, en werd op 8 november 2023 wereldwijd beschikbaar gemaakt op de website van de Los Angeles Times. In 2024 ontving hij een Oscarnominatie voor Beste korte documentaire.

## Prijzen en nominaties
De belangrijkste:
| Jaar | Prijs          | Categorie                | Genomineerde(n)          | Uitslag  |
| ---- | -------------- | ------------------------ | ------------------------ | -------- |
| 2024 | Academy Awards | Beste korte documentaire | Beste korte documentaire | Gewonnen |